# Arawa Kimura
Arawa Kimura (木村 現, Kimura Arawa, Hiroshima, 8 juli 1931 – Ebina, 21 februari 2007) was een Japans voetballer die als aanvaller speelde.

## Clubcarrière
Kimura speelde voor Kwangaku Club en Chudai Club. Kimura veroverde er in 1950, 1953, 1955 en 1957 de Beker van de keizer.

## Japans voetbalelftal
Arawa Kimura debuteerde in 1954 in het Japans nationaal elftal en speelde 6 interlands, waarin hij 1 keer scoorde.

## Statistieken
| Japans voetbalelftal | Japans voetbalelftal | Japans voetbalelftal |
| Jaar                 | Wed.                 | Dlp.                 |
| -------------------- | -------------------- | -------------------- |
| 1954                 | 2                    | 0                    |
| 1955                 | 4                    | 1                    |
| Totaal               | 6                    | 1                    |